# David Teniers el Vell
David Teniers el Vell (Anvers, 1582 - 1649), va ser un pintor barroc flamenc, nascut a Anvers.
Va rebre la seva primera formació d'art del seu germà també pintor Juliaen, i va estudiar amb Rubens a Anvers i posteriorment amb Adam Elsheimer a Roma. Va ser membre del gremi d'Anvers de pintors el 1606.

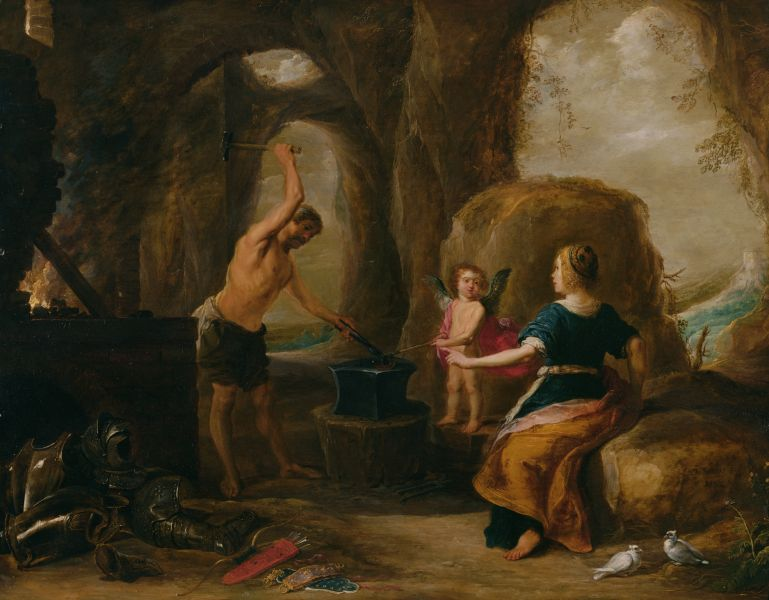
David Teniers el Vell Venus Visitant la Farga de Vulcà
Museu Nacional d'Art Occidental, Tòquio

Encara que la seva ambició el va portar de vegades a provar les seves habilitats en grans composicions religioses, històriques i mitològiques, la seva fama prové principalment dels seus paisatges i pintures de festes de camperols, d'escenes de kermesse i similars, que manifesten un sentit humorístic, i que sovint es confonen amb els primers treballs del seu fill David, conegut com a David Teniers el Jove.
Hi ha una gran pintura seva a l'església de Sant Pau a Anvers, representant els Treballs de la Caritat. A la Galeria de Viena hi ha quatre paisatges pintats per Teniers sota la influència d'Elsheimer, i quatre temes mitològics petits, entre ells Vertumnus i Pomona, i Juno, Jupiter i Io. La National Gallery de Londres té una escena característica de vida de poble, Jugant a bitlles, un Conversa de tres homes i una dona, i un gran paisatge rocós. Uns altres exemples del seu treball es troben a les galeries de Sant Petersburg, Madrid, Brussel·les, Múnic, Dresden i Berlín (La Temptació de Sant Antoni).
Teniers també va ser un reeixit marxant d'art, i se sap que va assistir a la fira de Saint Germain a París el 1635, amb un gran nombre de pintures pròpies i dels seus quatre fills.